# Étienne Destranges
Étienne Destranges est le nom de plume d'Étienne Louis Augustin Rouillé, musicographe et critique musical né à Nantes, en France, le 29 mars 1863 et mort dans la même ville le 31 mai 1915.

## Biographie
Fils de Constant Ferdinand Rouillé, il épouse en 1909 Jeanne Marie Madeleine Salières.
Dans les années 1880, il adopte son nom de plume, et devient critique musical du Phare de la Loire. En 1888-1889, il est le premier nantais à se rendre à Bayreuth pour découvrir l'œuvre de Richard Wagner, dont il fait la promotion auprès du directeur du théâtre Graslin de l'époque, Marcel Courtonne, qui programme alors l'artiste allemand. En 1890, Étienne Destranges est fondateur et devient rédacteur en chef de l'hebdomadaire L'Ouest-Artiste (qui paraît de 1891 à 1922). Il est également rédacteur en chef de Nantes-lyrique (qui paraît de 1876 à 1894).
En 1892, il rencontre Alfred Bruneau (1857-1934). Il se lie d'amitié avec le compositeur et est, par l'intermédiaire de celui-ci, en contact avec le romancier Émile Zola. Il est l'un des rares critiques musicaux à soutenir le naturalisme musical.
Étienne Destranges fait également découvrir les œuvres de César Franck et Claude Debussy, entre autres.
Au fil du temps, il amasse une correspondance abondante avec de grands noms de l'opéra : Jules Massenet, Charles-Marie Widor, Vincent d'Indy, Charles Gounod, Guy Ropartz, Ernest Reyer, ainsi que le critique Henry Gauthier-Villars, ou encore Cosima Wagner. Ces lettres sont réunies dans le « fonds Destranges », conservé à la bibliothèque municipale de Nantes.
Au début de la Première Guerre mondiale, il effectue des reportages dans les camps de prisonniers allemands de la région nantaise. Lors de ces visites, il contracte une méningite cérébro-spinale, et meurt à son domicile, au no 30 de la rue des Arts (actuelle rue Jean-Jaurès). Il est enterré au cimetière Miséricorde.

## Hommages
L'action d'Étienne Destranges a été reconnue de son vivant ; il a reçu de nombreuses lettres de confrères ou de compositeur rendant hommage à ses articles ou actions dans le domaine de l'art lyrique.
Après sa mort, la direction du théâtre Graslin appose, sur le fauteuil du 3e rang du premier balcon, qu'il occupait systématiquement, une plaque indiquant « fauteuil Étienne Destranges ». Le 4 avril 1935, jour d'une représentation de La Walkyrie de Richard Wagner, une plaque commémorative, fruit de l'action de l'épouse de Destranges, est apposée. Elle indique :

« Dans ce théâtre, Étienne Destranges, musicien clairvoyant, introduisit Wagner et défendit les chefs-d'œuvre lyriques. »

Le 7 juin 1950, son nom a été donné à un square, place Édouard-Normand, qui recouvrait l'espace occupé par le théâtre de la Renaissance avant sa destruction par un incendie, en 1912. Ce square ayant été fortement réduit pour la construction du temple protestant, le nom de Destranges est attribué en compensation, le 4 juin 1961, à une rue dans le quartier Sèvre (Nantes Sud),. Le square Étienne-Destranges existe toujours, côté est du temple protestant.

## Publications
- Souvenirs de Bayreuth. Parsifal, les Maîtres chanteurs, Paris, Tresse et Stock, 1888, 48 p. (BNF 30336464).
- Collot d'Herbois à Nantes d'après un document découvert dans les Archives de la ville, Paris, Tresse et Stock, 1888, 14 p. (BNF 36017835).
- Dix jours à Bayreuth (fêtes de 1889), Paris, Tresse et Stock, 1889, 43 p. (BNF 30336446).
- « Samson et Dalila » de C. Saint-Saëns, étude analytique, Paris, Fischbacher, 1893, 20 p. (BNF 30336463).
- Le théâtre à Nantes depuis ses origines jusqu'à nos jours, 1430 ?-1893, Paris, Fischbacher, 1893, 504 p. (BNF 30336466) (réédité après révision en 1902 (BNF 30336467)).
- L'Œuvre théâtrale de Meyerbeer, étude critique, Paris, Fischbacher, 1893, 40 p. (BNF 30336460).
- « Tannhæuser », de Richard Wagner, étude analytique, Paris, Fischbacher, 1894, 40 p. (BNF 30336465).
- Une partition méconnue : « Proserpine », de Camille Saint-Saëns, étude analytique, Paris, Fischbacher, 1895, 40 p. (BNF 30336472).
- L'Évolution musicale chez Verdi : Aïda, Othello, Falstaff, Paris, Fischbacher, 1895, 77 p. (BNF 30336450).
- L'Œuvre lyrique de César Franck, Paris, Fischbacher, 1896, 75 p.
- « Le Rêve », d'Alfred Bruneau, étude thématique et analytique de la partition, Paris, Fischbacher, 1896, 43 p.
- Un chef-d'œuvre inachevé : « Briséis », d'Emmanuel Chabrier, étude thématique et analytique, Paris, Fischbacher, 1897 (BNF 30336470).
- Une comédie lyrique française : « Sancho » de E. Jaques-Dalcroze, Genève, C.-E. Alioth, 1897, 38 p. (BNF 30336471).
- « Le Vaisseau fantôme » [de R. Wagner], étude analytique et thématique, Paris, Fischbacher, 1897, 44 p. (BNF 30336473).
- « Messidor », d'A. Bruneau, étude analytique et critique, Paris, Fischbacher, 1897, 68 p.
- « Les Troyens », de Berlioz, étude analytique, Paris, Fischbacher, 1897, 26 p.
- « Hänsel et Gretel » [d'E. Humperdinck], étude analytique et thématique, Paris, Fischbacher, 1899, 30 p. (BNF 30336454).
- « L'Attaque du Moulin » [d'A. Bruneau], étude analytique et thématique, Paris, Fischbacher, 1901, 43 p.
- Le Théâtre à Nantes au XXe siècle, Paris, Fischbacher, s. d., 1re série 1901-1906 (BNF 30336468).
- « L'Ouragan », d'Alfred Bruneau, étude analytique et thématique, Paris, Fischbacher, 1902, 62 p. (BNF 30336461).
- Kérim, le Requiem, la Belle au bois dormant, Penthésilée, les Lieds de France, les chansons à danser, d'Alfred Bruneau, Paris, Fischbacher, 1902, 55 p. (BNF 30336455).
- Emmanuel Chabrier et Gwendoline, Paris, Fischbacher, 1904, 34 p. (BNF 30336447).
- L'« Étranger » de M. Vincent d'Indy, étude analytique et thématique, Paris, Fischbacher, 1904, 48 p. (BNF 30336449).
- Consonnances et dissonances, études musicales, avec une préface de Louis de Romain, Paris, Fischbacher, 1906, 479 p., (BNF 30336445).
- L'« Enfant roi » [d'A. Bruneau], étude analytique et thématique, Paris, Fischbacher, 1906, 67 p., (BNF 30336448).
- La Faute de l'abbé Mouret [d'A. Bruneau], Paris, Fischbacher, 1907, 72 p. (BNF 42952582).
- Naïs Micoulin, d'Alfred Bruneau, Paris, Fischbacher, 1907, 42 p. (BNF 42952583).
- Les Bacchantes. Les Chants de la vie. L'amoureuse leçon, d'Alfred Bruneau, Paris, Fischbacher, 1913, 37 p., (BNF 42952581).